# Glenn Cook
Glenn Cook (* 1963) ist ein ehemaliger britischer Triathlet und zweifacher Triathlon-Europameister auf der Mitteldistanz (1987, 1992).

## Werdegang
Glenn Cook war in seiner Jugend als Schwimmer aktiv und kam als 21-Jähriger zum Triathlon.
Er ist dreifacher britischer Triathlon-Meister (1986, 1989 und 1990).

1987 wurde er in Roth Triathlon-Europameister über die Mitteldistanz.
Bei der Erstaustragung einer Weltmeisterschaft auf der Triathlon-Kurzdistanz (olympische Distanz: 1,5 km Schwimmen, 40 km Radfahren und 10 km Laufen) wurde er im August 1989 in Avignon Vizeweltmeister.
Im Mai 1992 wurde er in Finnland erneut Triathlon-Europameister über die Mitteldistanz und konnte damit seinen Erfolg von 1987 wiederholen. Einen Monat später im Juni wurde er mit dem britischen Männer-Team Dritter bei der Duathlon-Weltmeisterschaft in Frankfurt am Main.
2012 betreute er das nationale britische Frauen-Team für die British Triathlon Federation bei den Olympischen Sommerspielen in London.

## Sportliche Erfolge
| Datum/Jahr    | Rang | Wettbewerb                           | Austragungsort | Zeit     | Bemerkung                                                                                      |
| ------------- | ---- | ------------------------------------ | -------------- | -------- | ---------------------------------------------------------------------------------------------- |
| 30. Juli 1995 | 23   | ETU Triathlon European Championships | Stockholm      | 01:50:16 | Europameisterschaft auf der olympischen Distanz                                                |
| 1992          | 3    | ETU Triathlon European Championships | Lommel         |          | Europameisterschaft der ETU                                                                    |
| 15. Sep. 1990 | 71   | ITU Triathlon World Championships    | Orlando        | 02:02:59 | ITU-Weltmeisterschaft auf der Triathlon-Kurzdistanz                                            |
| 26. Aug. 1990 | 15   | ETU Triathlon European Championships | Linz           | 01:52:59 |                                                                                                |
| 6. Aug. 1989  | 2    | ITU Triathlon World Championships    | Avignon        | 02:00:03 | Erstaustragung einer Weltmeisterschaft auf der Kurzdistanz – Vizeweltmeister hinter Mark Allen |
| 28. Aug. 1988 | 1    | Uster Triathlon                      | Uster          | 01:49:53 | Kurzdistanz (1,2 km Schwimmen, 40 km Radfahren und 12 km Laufen)                               |
| 7. Sep. 1987  | 1    | Grand Prix Triathlon                 | Bournemouth    | 01:50:14 |                                                                                                |

| Datum/Jahr   | Rang | Wettbewerb                                           | Austragungsort | Zeit     | Bemerkung                                                                            |
| ------------ | ---- | ---------------------------------------------------- | -------------- | -------- | ------------------------------------------------------------------------------------ |
| 1. Aug. 1992 | 1    | ETU Middle Distance Triathlon European Championships | Joroinen       | 03:37:58 | Europameister auf der Halbdistanz                                                    |
| 1987         | 1    | ETU Middle Distance Triathlon European Championships | Roth           | 03:57:19 | Europameister auf der Halbdistanz (3 km Schwimmen, 92 km Radfahren und 20 km Laufen) |

| Datum/Jahr   | Rang | Wettbewerb                               | Austragungsort    | Zeit     | Bemerkung |
| ------------ | ---- | ---------------------------------------- | ----------------- | -------- | --------- |
| 7. Juni 1992 | 3    | ITU Duathlon World Championship Team Men | Frankfurt am Main | 02:35:42 |           |

(DNF – Did Not Finish)